# Miranda Kay
Miranda Kay Czuryszkiewicz (Vancouver, Columbia Británica; 3 de septiembre de 2002) es una actriz canadiense de ascendencia polaca, conocida por interpretar a Briana en la telenovela de Televisa Mi corazón es tuyo producida por Juan Osorio.

## Filmografía

### Televisión
- Un indio quiere llorar (2023-2024) - Ingrid Domínguez Solís
- Contigo sí (2021-2022) - Clara "Clarita" Villalobos Gustaba
- Fuego ardiente (2021) - Carmen
- Like (2018-2019) - Tamara Santodomingo
- Y mañana será otro día (2018) - Regina Sarmiento Alcántara
- Como dice el dicho  (2016-2018) 5 episodios;
  - Mañana sera otro día (2018) - Verónica
  - Amor de madre, ni la nieve le hace enfriarse (2017)
  - No supe de duelos hasta que junté mis hijos con los tuyos (2017)
  - Amar y saber, todo junto no puede ser (2017) - Aura
  - Sólo las ollas conocen los hervores de sus caldos (2016) - Romina
  - Si la envidia fuera tiña, ¡cuántos tiñosos habría! (2017) - Carla
- La rosa de Guadalupe (2015-2017) - Varios capítulos
  - Personajes: Betel / Lorena / Brenda / Agustina / Lorena / Iris / Edith / Joana
- Las amazonas (2016) - María José "Marijo" San Román Quiroz
- Simplemente María (2015-2016) - Nayeli Cervantes Núñez
- Mi corazón es tuyo (2014-2015) - Briana

### Cine
- Mientras el lobo no está (2017) - Isabel
- Karem, la posesión (2021) -  Laura Briseño